# Адилханов, Альви Мусаевич
Альви Муса́евич Адилханов (род. 9 марта 2003, Гудермес, Чечня) — российский футболист, полузащитник клуба «Ахмат» Грозный.
Воспитанник академии «Рамзан». 29 февраля 2020 года дебютировал в молодёжном первенстве, в домашнем матче против «Ростова» (1:1) выйдя на 53-й минуте. 24 апреля 2021 года провёл первый матч в чемпионате России, выйдя на 84-й минуте в гостевом матче против «Урала» (1:1).